# Ahlener SV
Die Ahlener Sportvereinigung war ein Sportverein aus Ahlen im Kreis Warendorf. Die erste Fußballmannschaft spielte ein Jahr in der Oberliga Westfalen. 

## Geschichte
Im Jahre 1905 wurde mit dem SSV Ahlen der älteste Stammverein der Ahlener Sportvereinigung gegründet. Der SSV fusionierte später mit dem 1906 gegründeten BV Westfalia Ahlen zum SSV Westfalia Ahlen. Sowohl der SSV als auch der BV Westfalia spielten in den 1920er und 1930er Jahren in der höchsten westfälischen Fußballliga. Dabei wies die Westfalia mit neun Jahren Zugehörigkeit vier Jahre mehr auf als der SSV, der allerdings in der Saison 1932/33 für den größten sportlichen Erfolg sorgte. Die Mannschaft wurde Dritter hinter den Bielefelder Clubs Arminia und VfB 03. Der SSV Westfalia wiederum gehörte nach Kriegsende zwischen 1952 und 1954 der damals drittklassigen Landesliga Westfalen an. 
Am 8. Juli 1970 fusionierte der SSV Westfalia mit den im Jahre 1920 gegründeten Sportfreunden Wacker Ahlen zur Ahlener Sportvereinigung. Diese stieg 1971 erneut in die Landesliga auf und schaffte ein Jahr später auf Anhieb den Durchmarsch in die Verbandsliga Westfalen. Dort rang die ASV mit dem TuS Ahlen um die lokale Vorherrschaft. In der Saison 1975/76 wurde die Sportvereinigung hinter dem SC Herford Vizemeister und qualifiziert sich zwei Jahre später für die neu geschaffene Oberliga Westfalen. Aus dieser stieg die ASV als Vorletzter der Saison 1978/79 ab. Für einige Jahre hielt sich die Mannschaft noch im Mittelfeld der Verbandsliga, ehe 1983 der Abstieg in die Landesliga folgte. Dort ging es zunächst mit Mittelmaß weiter, ehe es Ende der 1980er Jahre wieder aufwärts ging. 1992 wurde die Ahlener SV Vizemeister hinter dem TSV Victoria Clarholz.
Am 24. Mai 1993 fusionierte die Ahlener Sportvereinigung mit dem Handballverein HSG Ahlen zur Ahlener SG.

## Persönlichkeiten
- Wolfgang Sandhowe
- Wilfried Schneider
- Peter Schreiner
- Wolfgang Vöge
- Gerhard Wagner